# Jasmin Sehan
Jasmin Sehan (Parchim, 16 juni 1997) is een voetbalspeelster uit Duitsland. Ze speelt als middenvelder voor SV Werder Bremen in de Bundesliga.

## Clubcarrière
Jasmin Sehan begon op vijfjarige leeftijd met voetballen bij Parchimer FC uit haar geboortestad. Tot 2013 maakte ze deel uit van een jongensteam. Vanaf 2011 was Sehan daarnaast actief bij 1. FC Neubrandenburg 04 waar ze met de B-junioren actief was in de B-Junioren Bundesliga. In het seizoen 2013/14 werd Sehan gecontracteerd door VfL Wolfsburg waar ze deel ging uitmaken van het tweede elftal in de 2de Bundesliga. Op 8 september 2013 maakte Sehan haar debuut in deze competitie  in een 1-0 overwinning op FSV Gütersloh 2009. Na vijf jaar deel uit te hebben gemaakt van het tweede team van VfL Wolfsburg, maakte Sehan voorafgaande aan het seizoen 2018/19 de overstap naar SC Sand. Sehan maakte voor deze club op 14 oktober 2018 in een 1-0 uitnederlaag tegen 1. FFC Frankfurt haar debuut in de Bundesliga door in de 61ste minuut in te vallen voor Isabelle Meyer. Tien dagen later maakte Sehan ook haar basisdebuut voor SC Sand. Op 10 februari 2019 maakte Sehan haar eerste doelpunt in de Bundesliga in een 2-3 thuisnederlaag tegen 1. FFC Turbine Potsdam.
In de zomer van 2020 verliet Sehan SC Sand voor het terug naar de Bundesliga gepromoveerde SV Werder Bremen. Sindsdien is ze voor deze club actief op het hoogste niveau van Duitsland. In 2022 verlengde Sehan haar contract bij SV Werder Bremen.

## Statistieken
| Seizoen | Club             | Competitie     | Competitie | Competitie | Beker | Beker | Overig | Overig | Totaal | Totaal |
| Seizoen | Club             | Competitie     | Wed.       | Dlp.       | Wed.  | Dlp.  | Wed.   | Dlp.   | Wed.   | Dlp.   |
| ------- | ---------------- | -------------- | ---------- | ---------- | ----- | ----- | ------ | ------ | ------ | ------ |
| 2013/14 | VfL Wolfsburg II | 2de Bundesliga | 14         | 3          | 0     | 0     | 0      | 0      | 14     | 3      |
| 2014/15 | VfL Wolfsburg II | 2de Bundesliga | 11         | 4          | 0     | 0     | 0      | 0      | 11     | 4      |
| 2015/16 | VfL Wolfsburg II | 2de Bundesliga | 15         | 4          | 0     | 0     | 0      | 0      | 15     | 4      |
| 2016/17 | VfL Wolfsburg II | 2de Bundesliga | 15         | 11         | 0     | 0     | 0      | 0      | 15     | 11     |
| 2017/18 | VfL Wolfsburg II | 2de Bundesliga | 10         | 5          | 0     | 0     | 0      | 0      | 10     | 5      |
| 2018/19 | SC Sand          | Bundesliga     | 14         | 1          | 1     | 0     | 0      | 0      | 15     | 1      |
| 2019/20 | SC Sand          | Bundesliga     | 12         | 0          | 2     | 0     | 0      | 0      | 14     | 0      |
| 2020/21 | SV Werder Bremen | Bundesliga     | 13         | 1          | 1     | 0     | 0      | 0      | 14     | 1      |
| 2021/22 | SV Werder Bremen | Bundesliga     | 17         | 0          | 1     | 1     | 0      | 0      | 18     | 1      |
| 2022/23 | SV Werder Bremen | Bundesliga     | 18         | 0          | 2     | 0     | 0      | 0      | 20     | 0      |
| 2023/24 | SV Werder Bremen | Bundesliga     | 9          | 2          | 0     | 0     | 0      | 0      | 9      | 2      |
| Totaal  | Totaal           | Totaal         | 148        | 31         | '7    | 1     | 0      | 0      | 155    | 32     |

Bijgewerkt t/m 19 mei 2024.

## Interlandcarrière
Jasmin Sehan kwam uit voor Duitsland onder 17.  Met dit jeugdelftal nam ze deel aan het EK 2014 waarin Spanje werd verslagen na een penaltyserie. Sehan benutte een penalty en deze serie en hielp haar ploeg Europees kampioen te worden. Daarnaast kwam Sehan vier keer tot scoren op het eindtoernooi waarmee ze samen met de Spaanse Andrea Sánchez topscorer van het toernooi werd. Sehan nam ook deel aan het WK 2014 waarin ze met haar land al in de groepsfase wers uitgeschakeld. Met Duitsland onder 19 nam Sehan deel aan het EK 2015 en het EK 2016. Daarnaast nam Sehan met Duitsland onder 20 deel aan het WK 2018 waarop ze de kwartfinale bereikte.
1 Peng ·
3 Janzen ·
5 Ulbrich ·
6 Wichmann ·
8 Weiß ·
9 Weidauer ·
10 Mahmoud ·
11 Sternad ·
13 Walkling ·
14 Brandenburg ·
15 Sehan ·
16 Bernhardt ·
17 Dahl ·
18 Hausicke ·
19 Matheis ·
20 Meyer ·
21 Hahn ·
22 Dieckmann ·
23 Németh ·
27 Lührßen ·
28 Wirtz ·
29 Kunkel ·
31 Etzold ·
32 Pettersen ·
33 Pérez Jaramillo ·
37 Dahms ·
39 Behrens ·
Coach: Horsch